# چارلز اسپیرمن
چارلز ادوارد اسپیرمن، (به انگلیسی: Charles Edward Spearman) (زاده: ۱۰ سپتامبر ۱۸۶۳ در لندن - درگذشته: ۱۷ سپتامبر ۱۹۴۵ در ۸۲ سالگی)، یک روانشناس بریتانیایی بود.
سرشناسی وی بیشتر به خاطر ارائه نظریه هوش عمومی است که بعدها به صورت بهره هوشی تعریف شد.

## پیشینه
چارلز اسپیرمن، در جوانی، بین سالهای ۱۸۸۳ تا ۱۸۹۷ میلادی، در ارتش بریتانیا در مقام افسر، خدمت می‌کرد. اما علاقه وی به مباحث روانشناسی باعث شد که در سال ۱۸۹۷ بعد از نزدیک به ۱۵ سال خدمت، از ارتش کناره گیرد و برای تحصیل روانشناسی عازم آلمان شود. درآن زمان در بریتانیا، روانشناسی بیشتر شاخه ای از فلسه محسوب می‌شد. اما علاقه اسپیرمن، بیشتر متمایل به جنبه‌های تجربی و عملی روانشناسی بود. بر این اساس وی موفق شد، برای تحصیل وارد دانشگاه لایپزیگ شود و در اولین آزمایشگاه روانشناسی شناخته شده، نزد بنیانگذار این آزمایشگاه، یعنی ویلهلم وونت آموزش ببیند. پس از ۱۰ سال مطالعه و همکاری نزدیک با ویلهلم وونت، در سال ۱۹۰۷ میلادی، اسپیرمن، موفق به اخذ مدرک معادل با پی‌اچ‌دی در رشته روانشناسی از دانشگاه لایپزیگ، شد. پس از اتمام تحصیلات وی به انگلستان بازگشت و به عنوان مدرس، در کالج دانشگاهی لندن، مشغول به کار شد. جایی که وی از سال ۱۹۱۱ میلادی تا زمان بازنشستگی در سال ۱۹۳۱ در مقام استادی در رشته روانشناسی، به تدریس این علم ادامه داد. 
حوزه مورد علاقه چارلز اسپیرمن، در درجه اول توسعه قوانین پایه در روانشناسی، بر اساس تحلیل‌های آماری و ویژگی‌های ذهنی بود. وی با تعریف هوش به عنوان یک ویژگی شناختی که می‌تواند به شکل اعداد اندازه‌گیری و بیان شود، نظریه هوش عمومی را تنظیم کرد و توسعه داد. اسپیرمن، متوجه شد که عوامل خاصی در ویژگی‌های ذهنی ظاهراً متفاوت با یکدیگر همبستگی دارند. این مشاهده، منجر به پیشنهاد فرضیه هوش عمومی شد. بر این اساس وی در سال ۱۹۰۴ میلادی دراثر کلاسیک خود با عنوان تقریبی «هوش عمومی؛ به‌طور عینی تعیین و اندازه‌گیری شد» عوامل بهره هوشی را در ۲ رده، یکی عوامل ثابت و عمومی و دیگری، عوامل خاص و متغیر، تقسیم‌بندی کرد.